# Balanta

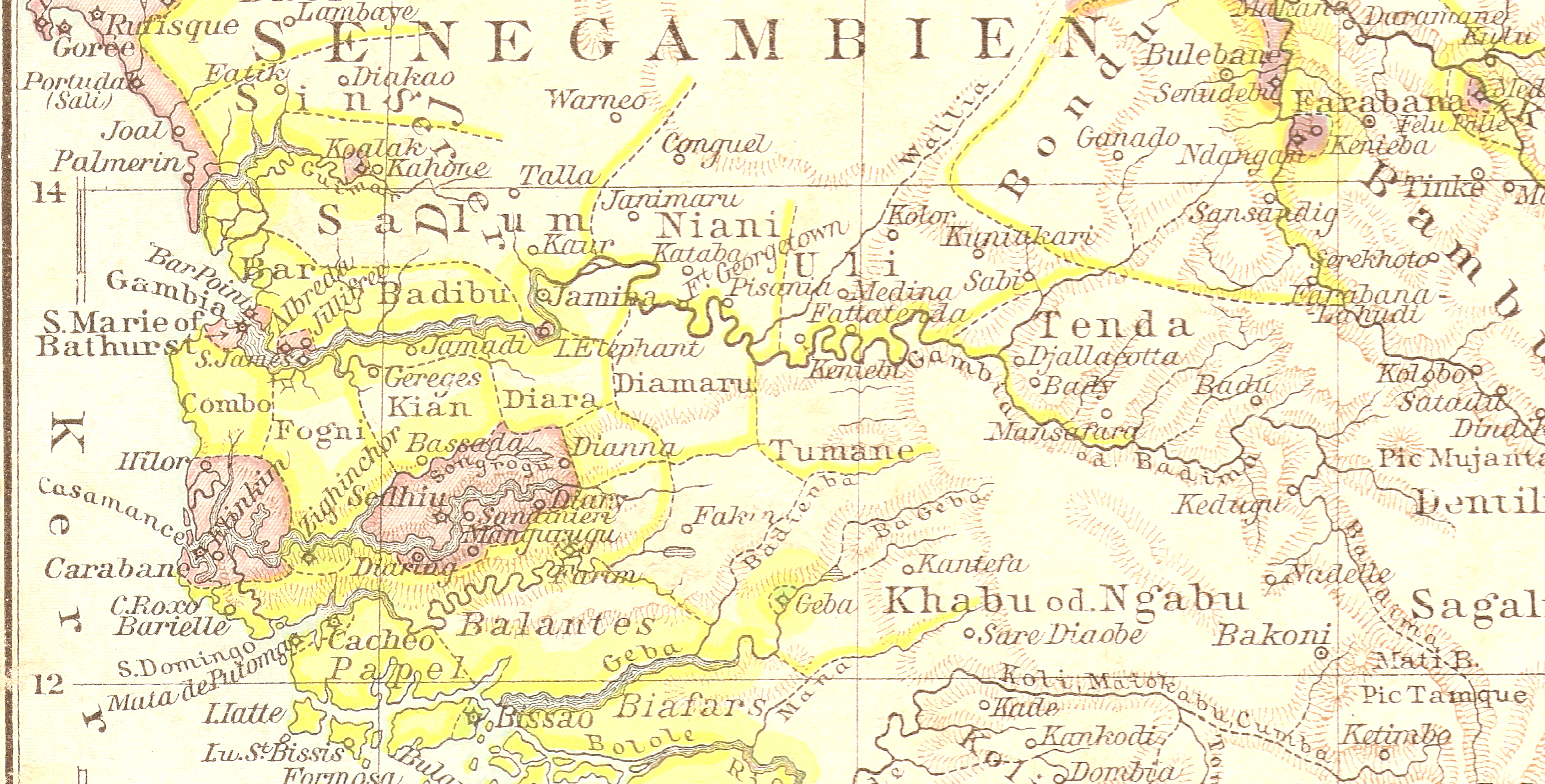
Alte Karte aus dem Andrees Allgemeiner Handatlas (1881) mit der Lage Siedlungsgebiets der Balantes

Balanta, vor allem im französischen Sprachraum auch Balante, sind eine Ethnie mit einer gleichnamigen atlantischen Sprache in Westafrika in den Ländern Senegal, Gambia und Guinea-Bissau. In Guinea-Bissau stellen die Balanta die zweitgrößte Ethnie mit einem guten Viertel der Bevölkerung.
Die Gesamtzahl der Balanta wird auf 442.000 geschätzt, davon in Guinea-Bissau auf 420.000.

## Geschichte
Archäologen glauben, dass die Balanta zwischen dem 10. und 14. Jahrhundert in kleinen Gruppen in das heutige Guinea-Bissau einwanderten. Während des 19. Jahrhunderts verteilten sie sich über ganz Guinea-Bissau und den Süden Senegals, um der Ausbreitung des Königreichs der Kaabu zu entgehen. Die mündliche Überlieferung der Balanta selbst besagt, sie seien aus der Region des heutigen Ägypten, Sudans und Äthiopiens westwärts gezogen, um dortigen Auseinandersetzungen zu entgehen. Heute siedeln die Balanta vor allem südlich des Flusses Geba und in der Mitte Guinea-Bissaus.

## Kultur
Die Balanta sind eine akephale Gesellschaft, das heißt, sie kommen ohne Häuptling oder anerkannten Führer aus. Alle wichtigen Entscheidungen werden unter den Balanta durch einen Rat der Weisen getroffen. Um als Mitglied der Gemeinschaft aufgenommen zu werden, muss sich der Aufzunehmende einer Initiations-Zeremonie stellen. Insgesamt herrscht unter den Balanta egalitäre Gleichheit. In der Folge hatten die portugiesischen Kolonialisten Schwierigkeiten mit ihnen. An der Wende vom 19. zum 20. Jahrhundert startete Portugal mehrere sogenannte „Befriedungskampagnen“ gegen aufständische Balanta und unterwarf sie ernannten Chefs der Fulani. Der portugiesischen Repression wegen ließen sich Balanta im Unabhängigkeitskampf in den 1960er- und 1970er-Jahren in großer Zahl als Soldaten durch die PAIGC anwerben. Nach der Unabhängigkeit allerdings übernahmen Nationalisten die Macht und die Balanta, mit ihrer Schwierigkeit, Dorfkomitees und andere Verwaltungsstrukturen wegen ihrer dezentralen sozialen Organisation einzurichten, blieben außen vor. Viele Balanta verübelten ihren Ausschluss aus der Regierung. In den 1980er-Jahren kam es aus der Armee heraus zu mehreren Staatsstreich-Versuchen.

## Sprache
Balanta ist eine zum Sprachzweig Bak gehörende nordatlantische Sprache. Ihre Sprecher sind mehrheitlich Analphabeten und bedienen sich im Umgang mit Angehörigen anderer Ethnien des in Guinea-Bissau üblichen portugiesischen Kreolisch.

## Religion
Die Balanta sind im Allgemeinen Anhänger einer traditionellen Religion. Ansonsten überwiegt der Islam gegenüber christlichen Bekenntnissen.
Djon Cago ist der Name einer der Gottheiten. Balanta glauben, dass die Götter sehr weit entfernt sind. Die Gläubigen versuchen sie durch Geisterbeschwörung und Opfer zu erreichen.